# 絕地
絕地（/ˈdʒɛˌdaɪ/，也有人意译为和平守衛者或絕地武士）是星際大戰世界中的光明武士团体，以維持宇宙光明勢力為己任，並精通原力（the Force）相關知識及技巧和使用光劍作為武器，他們懷有高明的戰鬥技能與高尚的品德。其行為準則被認為融合了騎士精神、武士道、佛教及道教等思想或宗教。这个名字是从时代剧（jidai geki）的「时代」一词发音转化来。绝地武士的宿敌是代表黑暗面的西斯武士。
《星球大戰》電影與外傳中的主要绝地武士有尤達、歐比王·肯諾比、梅斯·溫杜、魁剛·金、安納金·天行者（后堕落为西斯武士，但在恩多戰役後期重得救贖）、路克·天行者、班·索羅(後堕落原力黑暗面，在STAR WARS天行者的崛起中回歸光明）、芮(在第九集的結尾，把自己的姓名改為芮·天行者(Rey Skywalker))及莉亞公主。絕地武士的兴盛、沒落與復興是《星球大戰》的情節主線之一。

## 組織級別
絕地武士團成員
- 幼徒（Youngling/Initiate）：被認為“對原力敏感”（sensitive to the Force）的小孩子從各個星球由絕地帶到絕地聖殿進行訓練。幼徒並不是正式的絕地武階。
- 學徒（Padawan）：當幼徒到達13歲時或之前，必須由一個絕地武士挑選成為其徒弟，如果沒有獲選，會安排到絕地之下的職位。一個絕地武士一次只可帶一個徒弟。 Padawan這個名詞一般被認為來自梵語，僅絕地如此稱呼他們的學徒。
- 絕地武士（Jedi Knight）：當學徒通過試煉後，可以成為絕地武士。絕地武士通常簡稱「絕地」，也是絕地武士團裡最常見的稱呼，一般所有人不管任何稱號的絕地，都叫做絕地武士。
- 大師（Jedi Master）：大師是在成功引領訓練一名學徒成為絕地武士後取得的資格。能夠稱為大師的絕地，不只武術、功力位於頂點，品德與地位也是首屈一指的。通常最高議會成員皆擁有大師資格，但受議長白卜庭個人指派進入議會作為議長代表的安納金·天行者，是史上最年輕的議會成員；他也許並非史上首位並未獲賦予大師位階的議會成員，在他之前還有奇-亞第-蒙第（Ki-Adi-Mundi），然而當安納金受到任命時仍因未同時授予大師階級而感到受辱。
- 宗師（Jedi Grand Master）：絕地武士團的領導人。

領導機構
構成絕地武士團管理機構的不是一個委員會，而是四個。多數人都很熟悉絕地最高委員會，通常被簡稱為“絕地委員會”，事實上組織內部還有三個委員會，各自擔負著不同的職責。
- 絕地最高委員會：由十二位絕地大師所組成的絕地最高議會（Jedi High Council 通稱絕地議會）管理和指示所有絕地任務。絕地在完成任務後，需向議會報告任務中所發生的事。議會中還包括首席長老和武士團大長老。
- 議會團首席長老（Master of the High Council）：由議會選舉產生，為絕地議會之首。 梅斯·溫杜曾任此職。
- 議會團大長老（Grand Master of the Order）：由議會選舉產生，為整個絕地武士和絕地議會團的最高領袖。 尤達曾任此職位。
- 第一知識委員會（Council of First Knowledge）由五名成員組成，受第一知識守護者（Caretaker of First Knowledge）領導，負責監督學院及其課程，並維護聖殿檔案館（Temple Archives）。
- 調解委員會（Council of Reconciliation）由五名成員組成，全部是受過培訓的外交家和談判家。他們負責處理銀河議會（Galactic Senate）及外交團（Diplomatic Corps）相關事務，解決外交衝突和政治僵局。
- 監督委員會（Supervisory of Reassignment）由五名成員組成，負責監管絕地服務團（Jedi Service Corps）及其分支委員會，確保無法接受學徒訓練的絕地新人得到妥善安置。
- 絕地聖殿守衛(Jedi Temple Guard) :職責是保護及維護絕地聖殿。
- 絕地最高議員(Jedi High Council members)

已知曾經擔任絕地最高議會的成員如下所列：
- 尤達(Yoda)
- 魅使‧雲度(Mace Windu)
- 奇‧亞蒂‧蒙地(Ki Adi Mundi)
- 基特‧費斯托(Kit Fisto)
- Luminara Unduli
- Saesee Tiin
- Eeth Koth
- Marcus Hoe
- 普羅‧昆(PLO Koon)
- Adi Gallia
- Stass Allie
- Coleman Trebor(Replaced by Bariss offee)

- 絕地守護者（Jedi Guardian）：絕地守護者是以戰鬥為主的武士，他們接受體能、飛行器駕駛和配合使用原力的武術的訓練。絕地守護者修練的原力技能主要都是要令對手失去戰鬥力及強化自身的體能。他們很多都派遣去共和國的各星域的政府中擔任保安及執法的工作，以鎮壓和拘捕犯罪者及恐怖份子。最高級的絕地守護者會擔任絕地學堂中的教練，將他們的知識傳給武士團中的學徒們。絕地守護者的例子：歐比王‧肯諾比、安納金‧天行者、魅使‧雲度、盧克‧天行者等。絕地守護者的光劍顏色以藍色為主。
- 絕地領事（Jedi Consular）：絕地領事以原力修行來鍛煉心靈，光劍只作自衛用途。由調和局（Council of Reconciliation）來管理，絕地領事通常擔任裁判顧問、外交官、史官、書記官、圖書管理員、考古學家、數學家、地質學家、生物學家及天文學家等文職工作。他們很多都負責增添及保存絕地武士的知識，去保養和更新武士團的影像方塊（Holocron）。有些領事會與共和國的官僚緊密合作，去游說招攬未加入共和國的星系加盟銀河共和國，及在緊張的談判中在共和國議會及武士團的支持下擔任仲裁者。有部份領事會作為絕地治療師（Jedi Healers），將原力使用在醫療及人道援助上。亦有領事也會作為絕地預視者（Jedi Seer）去窺視未來。絕地領事的例子：魁剛‧金、尤達等。絕地領事官的光劍以綠色為主。
- 絕地前哨（Jedi Sentinel）：絕地前哨兵擁有多項職能，他們將原力使用在工程、機械、情報及保安等專業。他們很多都派遣和部署在多個地方作為共和國之間多個星域的連絡官。絕地聖殿守衛也屬於絕地前哨兵的一部份。有些前哨會當絕地工匠（Jedi Artisans）去製作光劍和影像方塊。部份前哨會去當偵探，使用原力幫助星球中的警察偵查罪案。自從共和國立法規定所有新生嬰兒都要進行「原力敏感度」的測試，前哨也會在共和國以外的星系中搜尋有一定程度的原力敏感度的孩童，並為他們進行測試並招攬他們加入武士團成為絕地武士。而前哨中的精英會成為「絕地魅影」的秘密警察，去搜尋及剷除潛伏在共和國內的西斯帝國的剩餘勢力。絕地前哨的光劍以黃色為主。

## 任務
絕地武士最主要的任務為維護和平、保護弱小、調解紛爭。
《星際大戰首部曲：威脅潛伏》中，魁剛金跟歐比王擔任了調解紛爭的任務。
《星際大戰二部曲：複製人全面進攻》中，歐比王和安納金負責參議員帕米．艾米達拉的保護任務，並在稍後由安納金護送艾米達拉回那卜躲避暗殺。
《星球大战III：西斯的复仇》中，歐比王和安納金闯进入侵科洛桑的独立行星联盟的战舰，营救被格里弗斯将军绑架的银河共和国议长白卜庭。
克隆战争中絕地武士为了維護了共和國的完整，参与了战斗。
有時絕地亦負責見証及護送、保護任務，如蓋拉行星，在皇后決定要政治轉型，將君主制轉為民主制，便向絕地組織請求派遣人員到該星，確保選舉投票能平安完成，這一段故事寫在Jude Watson所著Jedi Apprentice的一系列小說之中。

## 武器
絕地武士的主要武器是以能源作為劍刃的光劍（Lightsaber） ，最早出現在1977年《曙光乍現》裡，更準確地說，是原力使用者的象徵。 在複製人戰爭的千年之前，以能源作為劍刃的光劍取代了傳統的金屬劍刃兵器。
在之後的衍生作品《星際大戰 絕地：組織殞落》中，補充了光劍的完整設定，該武器的能源是以一種名為「凱伯水晶」的特殊晶體為能源核心，這種水晶僅在「伊冷星」的「破碎湖」湖底才有，且數量極少，重要的是此水晶會感應對應的原力，因此這種水晶會選擇對應的絕地武士，一人只能配對一顆；將「凱伯水晶」設置在能源軸裝置中，之後必須以原力輸入裝置中的水晶，光劍才能製作完成。
隨著這些重大轉變，絕地運用原力，結合搏擊術與防禦的光劍格鬥技運應而生。
光劍具有七種基本戰型，所謂的光劍戰型是特定的光劍格鬥方式，類似於武術不同的流派。每一個絕地／西斯在戰鬥中都會選取一種或多種合適的光劍戰型來操縱光劍，它們不只是一套動作，更是一種哲學。
西斯作為絕地的對立面往往使用（但不限於）紅色光劍。能夠熟練地使用光劍被認為需要相當高的技巧和自信力，以及很強的原力感應。

## 绝地圣殿
絕地聖殿（Jedi temples）由絕地武士團建立的建築。它會一般會建築在清靜的地方，且常有稀有的凱柏水晶(kyber crystal)。
初代絕地聖殿位於充滿水的星球-阿奇托(Ahch-To)時間在舊共和国灭亡4000年前，由简称「四大师（Four Masters）」的四位绝地大师建成。最初位于奥苏斯的圣殿毁坏后，他们以科洛桑作为新圣殿的所在，圣殿建在一座古西斯圣祠（Sith shrine）之上，有完整的学院和绝地圣殿。后世在正式入口处的巨型柱台上装饰了四大师的浅浮雕，以示敬仰。入殿大道（Processional Way）台阶的尽头就在这些柱台下方，两侧有四座巨大的雕像——分别是两名战士大师（Warrior Master）和两名贤人大师（Sage Master）。受人尊敬的绝地大师运用训练设施指导年轻的学徒走上他们的绝地武士之路。
高楼的顶部有五座尖塔，里面有最重要的圣堂。武士团的领导机构——绝地最高委员会——就在其中一个外层尖塔开会。在这间圆形会议室里，12位绝地大师坐成一圈开会，监视银河事务，沉思原力的本质。最有影响力的大师拥有制订计划和冥想的私人办公室。塔内还设有大量冥想室，以及武士大厅，馆藏丰富的图书馆包含了全银河系的各种知识。高级通信网使绝地保持与银河事务的联系。着陆场可供绝地运输工具和飞船起降。

## 絕地教条
| 沒有情緒，只有平靜。 沒有無知，只有智慧。 沒有欲望，只有寧靜。 沒有混亂，只有和諧。 沒有死亡，只有原力。 | There is no Emotion, there is Peace. There is no Ignorance, there is Knowledge. There is no Passion, there is Serenity There is no Chaos, there is Harmony. There is no Death, there is The Force. |

## 相关连结
- 星际大战官方网站 （页面存档备份，存于）
- 星球大战论坛
- 星球大战——STAR WARS
- 星际大战的发源地 （页面存档备份，存于）